# 童女之舞
《童女之舞》，曹麗娟作品，曾獲1991年聯合報第十三屆短篇小說首獎。

## 故事
童女之舞是鍾沅與童素心的同性戀故事，鍾沅是眷村長大的女孩，父親是軍人，童素心是臺灣土生土長的女孩子，兩人同班，又搭乘同一路公車，18歲那年一起去游泳，鍾沅碰觸童素心裸露的肌膚，素心感到「一股不知來自何處的熱流貫穿全身，像是要將我引沸、融穿一般。」
鍾沅跟女孩子交往，也跟男孩子在一起。有一次鍾沅懷孕，童素心陪她去墮胎。鍾沅曾說過：“兩個女生能不能做愛，如果我是男生，我就一定要跟妳做愛。”兩人長期以來分分合合。二十八歲那年，童素心嫁給大學的學長姚季平。

## 小說集
1998年，曹麗娟出版第一本作品集《童女之舞》，共收錄了四部短中篇小說：
- 〈童女之舞〉：

獲聯合報第十三屆短篇小說首獎，寫1998年的少女們在友情跟愛情間的迷戀、壓抑以及種種遺憾，主角間一蹴即燃的感情，卻被社會對性別的價值觀狠狠扼殺，直到各自遠走。
- 〈關於她的白髮及其他〉：

獲聯合文學中篇小說推薦獎，寫Tomboy與自我的掙扎、生命風化與悲涼，文字之中處處顯見曹麗娟的書寫才華；
- 〈斷裂〉

以短篇幅的形式，表達了一個黑色幽默般的的同性愛情故事，沒有看到最後，不會明白一切對話營造如何精彩；
- 〈在父名之下〉

由後輩的視角描述自己家族的故事。家族裡唯一的兒子，因為不容於世的性向被父親亂棍驅逐，那是對生命所有期待而錯亂的荒謬與無奈，直到父親逝去，一切亦如風飛揚。

## 改編
曹瑞原導演將此小說故事改編為電視劇。

## 復刻
2012年6月，這部小說推出復刻版。

## 文獻
- 曹麗娟. . 台北: 大田出版. 1998-12-16. ISBN 9575836936 （中文（臺灣））.
- 曹麗娟.  復刻版. 台北: 大田出版. 2012-05-01. ISBN 9789861792491 （中文（臺灣））.

## 註腳
1. ↑  . . 台北報導: 中國時報. 2012-06-23.[永久]

2.配樂：美國女歌手   朱莉.克魯斯
.            Julee Cruise  的歌曲
"Summer Kisses, Winter Tears"
1. ↑  Laura Manuel, , 2008-09-02  [2024-06-28], （原始内容存档于2024-06-28）